# Мии
Ми́и (лат. Mya) — род морских двустворчатых моллюсков из семейства Myidae. Обитают в умеренных водах Атлантического и Тихого океанов, а также в морях Северного Ледовитого океана. Питаются детритом и планктоном.
Раковина удлинённо-овальной формы, с центральными или немного сдвинутыми вперёд макушками, зияющая сзади. Концентрическая скульптура поверхности раковины образована грубыми линиями нарастания. Сифон достигает большой длины. Моллюски съедобны.

## Виды
Род включает в себя следующие виды:
- Песчаная мия (Mya arenaria) Linnaeus, 1758
- Mya baxteri Coan & Scott, 1997
- Mya eideri Hopner Petersen, 1999
- Mya neoovata Hopner Petersen, 1999
- Mya neouddevallensis Hopner Petersen, 1999
- Mya pseudoarenaria Schlesch, 1931
- Мия усечённая (Mya truncata) Linnaeus, 1758